# Dolar hawaiian
Dolarul sau Dala a fost moneda din Hawaii între 1847 și 1898. Acesta a fost egal cu dolarul american și era împărțit în 100 cenți sau keneta. Numai probleme sporadice au fost efectuate, care au circulat alături de moneda americana.

## Banii
Primele monede din Hawaii au fost în 1847. Ele erau cenți de cupru care poartă portret al regelui Kamehameha III. Monedele s-au dovedit nepopulare din cauza portretului de slabă calitate al regelui. Deși s-a susținut  că denumirea monezii era greșită (hapa haneri în loc de hapa haneli), de fapt ortografia "Hapa Haneri" era corectă, până la sfârșitul secolului al 19-lea. Ortografia "Haneri" (hawaiană pentru "Suta") apare pe toate $ 100 și 500 dolari hawaiană bancnote aflate în circulație între 1879 și 1900. 

## Bacnotele
In 1879, Departamentul de Finanțe a emis prima bacnotă hawaiiană și monede de argint certificate de depozit pentru $ 10, $ 20, de 50 $ si 100 $. Cu toate acestea, aceste bancnote au fost eliberate în număr foarte mic și SUA a retras din circulație bancnotele respective. Din 1884, numai monede de aur americane au fost mijloc legal de plată pentru sumele de peste $ 10.
În 1895, Republica nou formata din Hawaii  a emis monede de aur și argint precum și bancnote (certificate de depozit) pentru $5, $10, $20, $50$ și $100. Acestea au fost ultimele bancnote hawaiiene și toate sunt extrem de rare astăzi.